# Pseudechiniscus asper
Pseudechiniscus asper är en djurart som tillhör fylumet trögkrypare, och som beskrevs av Abe, Utsugi och Hisayoshi Takeda 1998. Pseudechiniscus asper ingår i släktet Pseudechiniscus och familjen Echiniscidae. Inga underarter finns listade i Catalogue of Life.